# William John Macquorn Rankine
William John Macquorn Rankine, škotski fizik, matematik in inženir, * 5. julij 1820, Edinburg, Škotska, † 24. december 1872, Glasgow Škotska.
Rankine velja z Rudolfom Clausiusom in Williamom Thomsonom (lordom Kelvinom) za ustanovitelja znanosti o termodinamiki, s poudarkom na njenem prvem zakonu. Leta 1859 je razvil Fahrenheitov ekvivalent temperaturne lestvice, enakovreden Kelvinovi temperaturni lestvici, ki temelji na Celzijevi. Njegova lestvica je absolutna: nič stopinj v tej lestvici je temperatura absolutne ničle.
Razvil je popolno teorijo parnega stroja in pravzaprav vseh toplotnih strojev. Njegovi priročniki inženirske znanosti in prakse so se uporabljali še več desetletij po objavi v 1850-ih in 1860-ih. Objavil je nekaj sto člankov in zapiskov o naravoslovnih in inženirskih temah od leta 1840 dalje, njegova zanimanja pa so bila izjemno raznolika, med drugim v mladosti  botanika, glasbena teorija in teorija števil, v zrelih letih pa večino pomembnejših vej znanosti, matematika in inženirstvo.
Bil je navdušen ljubiteljski pevec, pianist in violončelist, ki je ustvarjal svoje šaljive pesmi.